# Max-Planck-Institut für Bildungsforschung
Das Max-Planck-Institut für Bildungsforschung (kurz MPIB; englisch Max Planck Institute for Human Development) ist eine Forschungseinrichtung der Max-Planck-Gesellschaft mit Sitz in Berlin.
Das Institut liegt im Südwesten Berlins im Ortsteil Wilmersdorf, unmittelbar an der nördlichen Grenze zum Ortsteil Dahlem und wird daher auch zum Wissenschaftsstandort Dahlem gerechnet. Dort befinden sich eine Vielzahl weiterer wissenschaftlicher Einrichtungen wie die Freie Universität Berlin, mit der das MPIB zusammenarbeitet.

## Forschung
Forschungsgegenstand des Instituts ist die Entwicklung und Bildung des Menschen, hier wird in erster Linie Grundlagenforschung betrieben. Der Begriff Bildung wird dabei weit gefasst und schließt formale Bildungsverläufe ebenso ein, wie Entwicklungsprozesse vom Kleinkind bis ins hohe Alter.
Als die bekanntesten Forschungsprojekte gelten die TIMS-Studie sowie die PISA-Studien, ihre Ergebnisse fanden große massenmediale und politische Beachtung.

## Geschichte
Das Institut geht auf eine Initiative von Hellmut Becker zurück, der 1961 der Max-Planck-Gesellschaft seine Denkschrift Plan eines Instituts für Bildungsforschung vorlegte. Im November 1962 beschloss der Senat von Berlin die Gründung eines Instituts zur Forschung auf dem Gebiet des Bildungswesens in der Max-Planck-Gesellschaft. 1963 wurde Becker zum Gründungsdirektor berufen und das Institut für Bildungsforschung in der Max-Planck-Gesellschaft gegründet. 1971 erhielt es den heutigen Namen. Das Gebäude des Instituts an der Lentzeallee wurde nach einem Entwurf der Architekten Hermann Fehling und Daniel Gogel von 1972 bis 1974 errichtet. Im Jahr 2022 wurde das Gebäude als Baudenkmal eingestuft.
Direktoren
Gründungsdirektor war Hellmut Becker, der 1981 emeritiert wurde. 1964 wurden Friedrich Edding (em. 1977), Dietrich Goldschmidt (em. 1982) und Saul B. Robinsohn († 1972) zu Direktoren der ersten Generation berufen. Als zweite Generation von Direktoren folgten 1973 Peter M. Roeder (em. 1995) und, ab 1973 zunächst als Mitglied im Leitungsgremium, 1981 Wolfgang Edelstein (em. 1997). Es folgten 1980 Paul B. Baltes, 1983 Karl Ulrich Mayer, 1996 Jürgen Baumert (em. 2010) und 1997 Gerd Gigerenzer (em. 2017) als dritte Generation von Direktoren. Im Weiteren wurden 2004 Ulman Lindenberger, 2007 Ute Frevert (em. 2024), 2012 Ralph Hertwig, 2019 Iyad Rahwan und 2024 Simone Kühn zu Direktoren berufen.

## Organisation
Das Institut gehört zur Geistes-, Sozial- und Humanwissenschaftlichen Sektion der Max-Planck-Gesellschaft. Die etwa 350 Mitarbeiter des Instituts sind interdisziplinär in vier Forschungsbereichen und drei Forschungsgruppen tätig.
Forschungsbereiche
- Forschungsbereich Adaptive Rationalität (Direktor: Ralph Hertwig)
- Forschungsbereich Entwicklungspsychologie (Direktor: Ulman Lindenberger)
- Forschungsbereich Umweltneurowissenschaften (Direktorin: Simone Kühn)
- Forschungsbereich Mensch und Maschine (Direktor: Iyad Rahwan)

Forschungsgruppen
- Max-Planck-Forschungsgruppe Biosozial | Biologie, Soziale Unterschiede und Entwicklung (Leiterin: Laurel Raffington)
- ERC geförderte Forschungsgruppe Adaptive Gedächtnis- und Entscheidungsprozesse (Leiter: Bernhard Spitzer)
- Max-Planck-Forschungsgruppe MR Physik (kommissarischer Leiter: Sebastian Schröder)

Das 2014 gegründete Max Planck UCL Centre for Computational Psychiatry and Ageing Research ist das Ergebnis der seit 2011 bestehenden Kollaboration zwischen der Max-Planck-Gesellschaft und dem University College London. Das Max Planck UCL Centre erforscht die Ursachen psychischer Erkrankungen sowie die Ursachen von individuellen Unterschieden in der kognitiven Entwicklung. Die Direktoren sind Ray Dolan für das University College London und Ulman Lindenberger für die Max-Planck-Gesellschaft.
Das 2009 am MPIB eröffnete Harding-Zentrum für Risikokompetenz ist nun an der Universität Potsdam angesiedelt. Hier steht die Vision des mündigen Bürgers, der mit den Risiken einer modernen technologischen Welt informiert umzugehen versteht, im Fokus der Forschung. Direktor des Harding-Zentrums ist Gerd Gigerenzer.